# Lech Łasko
Lech Łasko   (Świdnik, 2 de juny de 1956) és un jugador de voleibol polonès, ja retirat, que va competir durant les dècades de 1970 i 1980.
El 1976 va prendre part en els Jocs Olímpics d'Estiu de Montreal, on va guanyar la medalla d'or en la competició de voleibol. Quatre anys més tard, als Jocs de Moscou, fou quart en la mateixa competició.
Entre 1975 i 1984 fou 261 vegades internacional per Polònia. En el seu palmarès també destaquen quatre medalles de plata al Campionat d'Europa de voleibol, el 1975, 1979, 1981 i 1983. A nivell de clubs jugà al Start Lublin; l'Avia Świdnik i Gwardia Wrocław, amb va guanyar tres lligues poloneses (1980, 1981 i 1982). Posteriorment va jugar al Dipo Vimercate d'Itàlia, país on es quedà a viure. El seu fill Michal guanyà una medalla de bronze als Jocs de Londres de 2012 representant Itàlia.